# Steinheuterode
Steinheuterode is een gemeente in de Duitse deelstaat Thüringen, en maakt deel uit van de Landkreis Eichsfeld.
Steinheuterode telt 291 inwoners.